# Loker
Loker är en ort i Belgien.   Den ligger i provinsen Västflandern och regionen Flandern, i den västra delen av landet, 110 km väster om huvudstaden Bryssel. Loker ligger 86 meter över havet och antalet invånare är 572.
Terrängen runt Loker är huvudsakligen platt. Loker ligger uppe på en höjd som går i öst-västlig riktning. Närmaste större samhälle är Poperinge, 8,6 km norr om Loker.
Trakten runt Loker består till största delen av jordbruksmark. Runt Loker är det ganska tätbefolkat, med 248 invånare per kvadratkilometer.